# Volta a Catalunya de 1932
La Volta a Catalunya de 1932 fou la catorzena edició de la Volta a Catalunya. La prova es disputà en set etapes entre el 4 i l'11 de setembre de 1932, per un total de 1.188,25 km. El vencedor final fou el català Marià Cañardo, per davant de l'italià Domenico Piemontesi i el català Isidre Figueras.
111 ciclistes van prendre part en la primera etapa, mentre que l'acabaren 64 d'ells.
En la segona es van començar a establir importants diferències, en guanyar el belga Antoine Dignef amb més de quatre minuts respecte als immediats perseguidors. Aquesta diferència li va servir per mantenir el lideratge fins a la 5a etapa, amb final a Girona i en la qual els ciclistes havien de superar la Collada de Toses i el coll de Santigosa. Sota una pluja constant Domenico Piemontesi i Marià Cañardo van atacar en l'ascens a Toses. A poc a poc la diferència augmentà, sent de 5' al pas de l'alt de Santigosa. A l'alçada de Navata els escapats disposaven de 8' respecte als perseguidors, els quals tenen l'infortuni de ser envestits per una motocicleta, provocant l'abandonament de Louis Hardiquest i ferides al líder, Antoine Dignef, i Isidre Figueras. Finalment en l'arribada a Girona el fins aleshores líder perd més de 25', mentre Cañardo passa a liderar la cursa. Aquesta posició ja no la va abandonar, guanyant, d'aquesta manera, la seva quarta edició de la Volta.

## Classificació final
| Pos. | Ciclista                  | Club                  | Temps       |
| ---- | ------------------------- | --------------------- | ----------- |
| 1    | Marià Cañardo             |                       | 40h 53' 14" |
| 2    | Domenico Piemontesi       | Gloria                | + 4' 02"    |
| 3    | Isidre Figueras           |                       | + 16' 15"   |
| 4    | Antoine Dignef            |                       | + 20' 09"   |
| 5    | Aristide Cavallini        |                       | + 33' 07"   |
| 6    | Marcel Maurel             | France Sport - Dunlop | + 35' 30"   |
| 7    | Allegro Grandi            | Bianchi               | + 39' 10"   |
| 8    | Joan Mateu                |                       | + 51' 10"   |
| 9    | Ricardo Montero Hernández | Orbea                 | + 54' 20"   |
| 10   | Salvador Cardona          |                       | + 59' 21"   |

## Etapes
| Etapa | Data           | Recorregut                | km    | Guanyador           | Líder                 |
| ----- | -------------- | ------------------------- | ----- | ------------------- | --------------------- |
| 1a    | 4 de setembre  | Barcelona - Reus          | 148,8 | Louis Hardiquest    | Louis Hardiquest      |
| 2a    | 5 de setembre  | Reus - Tortosa            | 141,8 | Antoine Dignef      | Antoine Dignef        |
| 3a    | 6 de setembre  | Tortosa - Cervera         | 200,5 | Domenico Piemontesi | Antoine Dignef        |
| 4a    | 7 de setembre  | Cervera - La Seu d'Urgell | 144,6 | Ettore Meini        | Antoine Dignef        |
| 5a    | 9 de setembre  | La Seu d'Urgell - Girona  | 230,7 | Domenico Piemontesi | Marià Cañardo Lacasta |
| 6a    | 10 de setembre | Girona - Manresa          | 208,8 | Salvador Cardona    | Marià Cañardo Lacasta |
| 7a    | 11 de setembre | Manresa - Barcelona       | 110,1 | Antoine Dignef      | Marià Cañardo Lacasta |

## Detalls de cada etapa

### Etapa 1 Barcelona - Reus. 148,8 km
|   | Ciclista         | Temps      |
| - | ---------------- | ---------- |
| 1 | Louis Hardiquest | 4h 47' 16" |
| 2 | Marià Cañardo    | m. t.      |
| 3 | Jef Moerenhout   | m. t.      |

|   | Ciclista         | Temps      |
| - | ---------------- | ---------- |
| 1 | Louis Hardiquest | 4h 47' 16" |
| 2 | Marià Cañardo    | m. t.      |
| 3 | Jef Moerenhout   | m. t.      |

### Etapa 2. Reus - Tortosa. 141,8 km
|   | Ciclista        | Temps      |
| - | --------------- | ---------- |
| 1 | Antoine Dignef  | 4h 53' 55" |
| 2 | Gabriel Hargues | + 04' 57"  |
| 3 | Marià Cañardo   | m. t.      |

|   | Ciclista        | Temps      |
| - | --------------- | ---------- |
| 1 | Antoine Dignef  | 9h 41' 11" |
| 2 | Gabriel Hargues | + 04' 57"  |
| 3 | Marià Cañardo   | m. t.      |

### Etapa 3. Tortosa - Cervera. 200,5 km
|   | Ciclista            | Temps      |
| - | ------------------- | ---------- |
| 1 | Domenico Piemontesi | 6h 57' 31" |
| 2 | Louis Hardiquest    | m. t.      |
| 3 | Jef Moerenhout      | m. t.      |

|   | Ciclista       | Temps       |
| - | -------------- | ----------- |
| 1 | Antoine Dignef | 16h 38' 42" |
| 2 | Marià Cañardo  | + 04' 57"   |
| 3 | Jef Moerenhout | m. t.       |

### Etapa 4. Cervera - La Seu d'Urgell. 144,6 km
|   | Ciclista            | Temps      |
| - | ------------------- | ---------- |
| 1 | Ettore Meini        | 4h 35' 34" |
| 2 | Domenico Piemontesi | m. t.      |
| 3 | Marcel Maurel       | m. t.      |

|   | Ciclista        | Temps       |
| - | --------------- | ----------- |
| 1 | Antoine Dignef  | 21h 14' 16" |
| 2 | Marià Cañardo   | + 04' 57"   |
| 3 | Isidre Figueras | m. t.       |

### Etapa 5. La Seu d'Urgell - Girona. 230,7 km
|   | Ciclista            | Temps      |
| - | ------------------- | ---------- |
| 1 | Domenico Piemontesi | 7h 30' 10" |
| 2 | Marià Cañardo       | m. t.      |
| 3 | Isidre Figueras     | + 16' 15"  |

|   | Ciclista            | Temps       |
| - | ------------------- | ----------- |
| 1 | Marià Cañardo       | 28h 49' 23" |
| 2 | Domenico Piemontesi | + 02' 50"   |
| 3 | Isidre Figueras     | + 16' 15"   |

### Etapa 6. Girona - Manresa. 208,8 km
|   | Ciclista                 | Temps      |
| - | ------------------------ | ---------- |
| 1 | Salvador Cardona         | 8h 00' 20" |
| 2 | Jean-Baptiste Intcegaray | m. t.      |
| 3 | Marcel Maurel            | m. t.      |

|   | Ciclista            | Temps       |
| - | ------------------- | ----------- |
| 1 | Marià Cañardo       | 36h 49' 43" |
| 2 | Domenico Piemontesi | + 04' 02"   |
| 3 | Isidre Figueras     | + 16' 15"   |

### Etapa 7. Manresa - Barcelona. 110,1 km
|   | Ciclista            | Temps      |
| - | ------------------- | ---------- |
| 1 | Antoine Dignef      | 4h 03' 31" |
| 2 | Domenico Piemontesi | m. t.      |
| 3 | Marià Cañardo       | m. t.      |

|   | Ciclista            | Temps       |
| - | ------------------- | ----------- |
| 1 | Marià Cañardo       | 40h 53' 14" |
| 2 | Domenico Piemontesi | + 04' 02"   |
| 3 | Isidre Figueras     | + 16' 15"   |